# Râul Casele, Holod
- Pentru alte râuri cu același nume, vedeți Râul Casele (dezambiguizare).

Râul Casele este un curs de apă, afluent al râului Holod, care este la rândul său al 13-lea afluent de dreapta (din 18 afluenți de dreapta) al râului Crișul Negru.

## Generalități
Râul Casele, Holod, nu are afluenți semnificativi și trece doar prin localitatea Dumbrăvița din județul Bihor.
ți

## Hărți
- Harta munții Apuseni